# بصمة بيئية

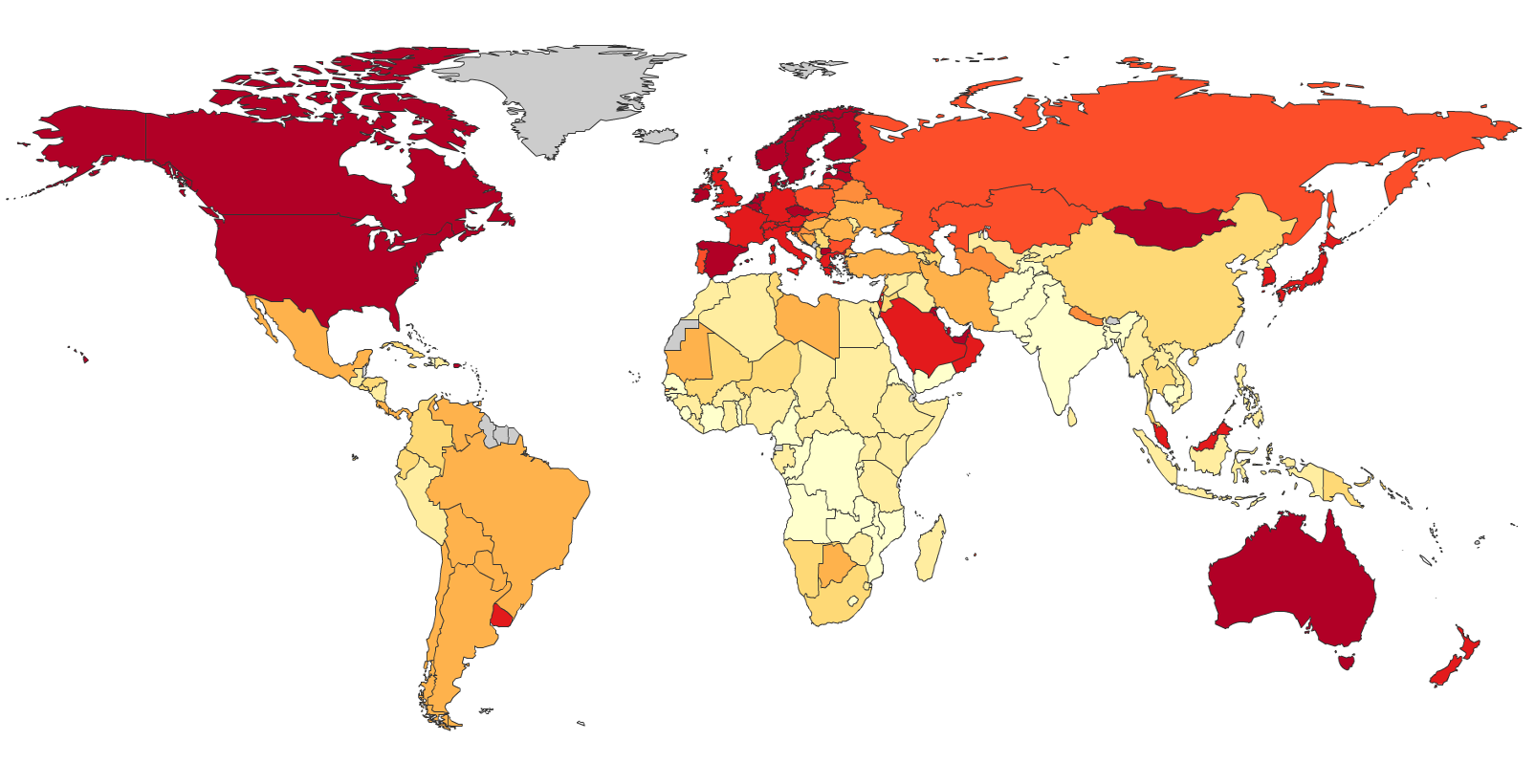

تقيس البصمة البيئية طلب البشر على الطبيعة، أي المقدار اللازم من الطبيعة لدعم البشر أو الاقتصاد. فهو يتعقب ذلك الطلب من خلال نظام المحاسبة البيئية. تقارن الحسابات بين منطقة منتجة حيويًا يستخدمها البشر في استهلاكهم وبين منطقة منتجة حيويًا موجودة خلال منطقة ما أو في العالم (القدرة الحيوية، هي المنطقة المنتجة القادرة على إعادة إنتاج ما يتطلبه البشر من الطبيعة). باختصار، هو قياس لتأثير الإنسان على النظام البيئي لكوكب الأرض، كما يكشف اعتماد اقتصاد البشر على رأس المال الطبيعي.
يمكن مقارنة البصمة والقدرة الحيوية على المقياس الفردي أو الإقليمي أو المحلي أو العالمي. تتغير كل من البصمة والقدرة الحيوية سنويًا بتغير تعداد البشر، والاستهلاك لكل فرد، وكفاءة الإنتاج، وإنتاجية النظم البيئية. على المقياس العالمي، تُظهر تقييمات البصمة ضخامة متطلبات الإنسان مقارنة بما تستطيع الأرض تجديده. منذ عام 2003، تحسب شبكة البصمة العالمية البصمة البيئية من خلال مصادر بيانات الأمم المتحدة للعالم ككل ولأكثر من 200 دولة (تُعرف بحسابات البصمة المحلية). تُحدَّث الحسابات سنويًا بالبيانات الجديدة. يُحدَّث التسلسل الزمني مع كل تحديث، إذ تغير إحصائيات الأمم المتحدة مجموعات البيانات التاريخية. كما يتضح من بحث لين وآخرون (2018) فقد بقيت الاتجاهات الزمنية للدول والعالم ثابتة على الرغم من تحديثات البيانات. أعادت وزارة البيئة في سويسرا حساب الاتجاهات في سويسرا وأعادت تقديمها ما بين 1 إلى 4% من الفترة الزمنية التي درسوها (1996-2005). تقدِر شبكة البصمة العالمية أن البشر في عام 2014 استهلكوا رأس المال الطبيعي بمعدل أسرع بمقدار 1.7 مرة مقارنة بما تستطيع الأرض تجديده. يعني ذلك أن البصمة البيئية للبشر تضاهي 1.7 من كوكب الأرض.
يُستخدم تحليل البصمة البيئية على نطاق واسع حول العالم لدعم تقييمات الاستدامة. فهي تتيح للبشر قياس وإدارة استخدامهم للموارد خلال الاقتصاد، كما تستقصي استدامة أنماط الحياة الفردية والبضائع والخدمات والمؤسسات والقطاعات الصناعية والأحياء والمدن والدول. منذ 2006، وُضعت أول مجموعة من المعايير الخاصة بالبصمة البيئية والتي تدقق كل من إجراءات التواصل والحسابات. تعتبر المعايير المحدثة في 2009 هي النسخة الأحدث.

## قياسات ومنهجية البصمة البيئية
بالنسبة لعام 2014، قدرت شبكة البصمة العالمية البصمة البيئية للبشرية بما يقارب 1.7 من كوكب الأرض، يعني ذلك وفقًا لحساباتهم، بأن طلب البشر على الطبيعة يفوق ما تجدده الأنظمة الطبيعية في كوكب الأرض بمقدار 1.7 مرة.
يمكن حساب البصمات البيئية على أي مقياس: بالنسبة لنشاط أو شخص أو مجتمع أو مدينة أو قرية أو إقليم أو دولة أو البشرية ككل. تمتلك المدن، بسبب كثافتها السكانية، بصمة بيئية كبيرة، وقد أصبحت نقطة الصفر بالنسبة لتخفيض البصمة البيئية.
توصف طريقة حسابات البصمة البيئية على المستوى المحلي في صفحة الويب الخاصة بشبكة البصمة العالمية أو بتفاصيل أكثر في الأوراق الأكاديمية، بما في ذلك أبحاث بوروك وآخرون، وقد نشرت لجنة مراجعة الحسابات المحلية برنامج بحثي عن كيفية تحسين الحسابات.

## نظرة عامة
نشر ويليام رييس أول النشرات الأكاديمية بخصوص البصمة البيئية في 1992. طُورت وسيلة حسابات ومبدأ البصمة البيئية من رسالة ما بعد الدكتوراة لماثيس واكيرناجيل تحت إشراف رييس في جامعة بريتيش كولومبيا في فانكوفر بكندا في الفترة بين 1990 و1994. أطلق راكيرناجيل ورييس في الأصل على المبدأ اسم القدرة الاستيعابية المُقاسة. ولجعل الفكرة أبسط، جاء رييس بمصطلح البصمة البيئية، والذي استوحاه من فني الحاسوب الذي أشاد بالبصمة الصغيرة لحاسوبه الجديد على المكتب. في بداية عام 1996، نشر واكينراجيل ورييس كتاب بصمتنا البيئية: تقليل التأثير البشري على الأرض مع رسومات فيل تيستيميل.
في نهاية الاستطلاع، صُنفت قيم البصمة إلى الكربون والغذاء والمسكن والبضائع والخدمات بالإضافة إلى إجمالي البصمة لعدد كواكب الأرض اللازمة لإبقاء سكان الأرض عند ذلك المستوى من الاستهلاك. يمكن تطبيق ذلك المنهج أيضًا على أي نشاط مثل تصنيع منتج ما أو قيادة سيارة. يماثل حساب الموارد ذلك تقييم دورة الحياة حيث يُحول استهلاك الطاقة والكتلة الحيوية (الغذاء والألياف) ومواد البناء والمياه والموارد الأخرى إلى قياس مُعايَر لمساحة من الأرض يطلق عليها الهكتار العالمي (gha).
تركز حسابات البصمة البيئية على الموارد الحيوية. بدلًا من الموارد غير المتجددة مثل البترول والمعادن، تعتبر الموارد الحيوية هي الموارد الأكثر محدودية من الناحية المادية بالنسبة للمبادرة البشرية. على سبيل المثال، بينما تبقى كمية الوقود الحفري الباقية تحت الأرض محدودة، تعتبر قدرة المحيطات الحيوية على التكيف مع انبعاثات ثاني أكسيد الكربون عند حرق الوقود هي الأكثر محدودية. تلك القدرة هي أحد الاستخدامات المتزاحمة لقدرة الكوكب الحيوية. وبالمثل، تُقيد المعادن بالطاقة المتاحة لاستخراجها من القشرة الأرضية وتركيزها. تُعطى حدود قدرات الأنظمة البيئية على تجديد الكتلة الحيوية عن طريق عدة عوامل مثل وفرة المياه والمناخ وخصوبة التربة والطاقة الشمسية والتقنية وأنشطة الإدارة. تُسمى تلك القدرة التي يحركها التمثيل الضوئي بالقدرة الحيوية.
البصمة البيئية لكل فرد (EF)، أو تحليل البصمة البيئية (EFA)، هو طريقة لمقارنة الاستهلاك وأنماط الحياة ومقارنتها بالسعة الحيوية –قدرة الطبيعة على توفير ذلك الاستهلاك. يمكن لتلك الأداة أن تخبر السياسة عن طريق فحص إلى أي مدى تستخدم الدولة أكثر (أو أقل) من المتاح في نطاقها، أو إلى أي مدى يمكن لنمط الحياة في الدولة استنساخه عالميًا. يمكن أيضًا للبصمة أن تصبح أداة مفيدة لتعليم البشر فيما يخص القدرة الاستيعابية والاستهلاك الجائر بهدف تغيير سلوك الإنسان. يمكن استخدام البصمات البيئية للمجادلة بأن الكثير من أنماط الحياة الحالية غير مستدامة. تلك المقارنة العالمية تُظهر بوضوح التفاوت في استخدام الموارد على كوكب الأرض في بداية القرن الحادي والعشرين.
في 2007، كان متوسط المساحة المنتجة حيويًا للفرد حول العالم يساوي 1.8 هكتار عالمي (gha) تقريبًا لكل فرد. كانت بصمة الولايات المتحدة لكل فرد 9 هكتار عالمي، وكانت في سويسرا 5.6 هكتار عالمي، بينما كانت 1.8 هكتار عالمي في الصين. ادعى الصندوق العالمي للطبيعة WWF أن البصمة البشرية قد تخطت القدرة الحيوية (المخزون المتاح من الموارد الطبيعية) للكوكب بمقدار 20%. قدر واكرناجيل وريس في الأصل أن القدرة الحيوية المتاحة لعدد سكان الأرض البالغ 6 مليارات نسمة في وقتها قد بلغ 1.3 هكتار لكل شخص وهو أصغر من التقدير المنشور في عام 2006 والذي أشار إلى 1.8 هكتار عالمي، لأن الدراسات الأولى لم تستخدم الهكتار العالمي ولم تشمل المناطق البحرية المنتجة حيويًا.